# ヘンリー・パジェット (第3代アングルシー侯爵)

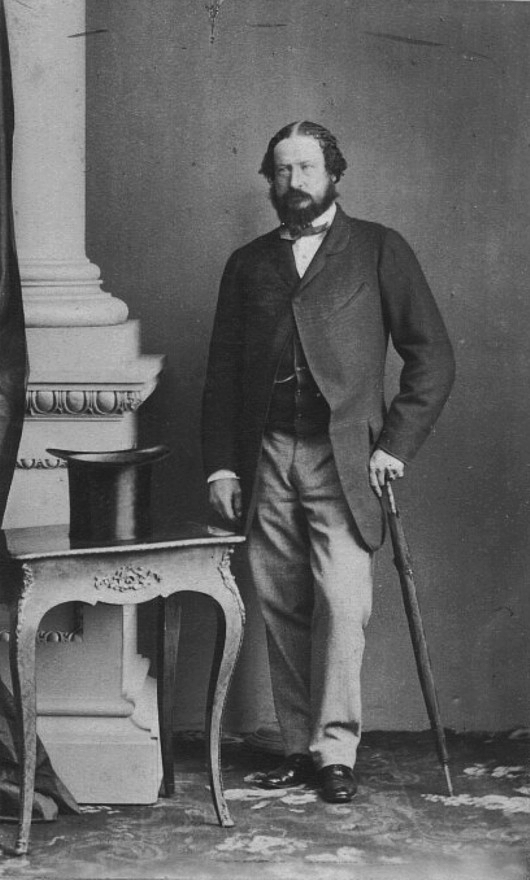
ウィリアム・ヘンリー・サウスウェル（William Henry Southwell）による肖像写真、1857年と1861年の間。

第3代アングルシー侯爵ヘンリー・ウィリアム・ジョージ・パジェット（英語: Henry William George Paget, 3rd Marquess of Anglesey、1821年12月9日 – 1880年1月30日）は、イギリスの貴族、政治家。自由党に所属し、1854年から1857年まで庶民院議員を務めた。

## 生涯
第2代アングルシー侯爵ヘンリー・パジェットと1人目の妻エレノーラ（Eleanora、旧姓キャンベル（Campbell）、1799年ごろ – 1828年7月3日、ジョン・キャンベルと妻シャーロットの間の娘）の息子として、1821年12月9日に生まれた。
1841年5月21日、グレナディアガーズのエンサイン（少尉）および中尉（Ensign and Lieutenant）の辞令を購入した。1845年5月23日に軍務から引退した。
1839年3月26日、スタッフォードシャー民兵隊の大尉に任命された。1851年5月16日、スタッフォードシャーの副統監に任命された。1853年1月5日、スタッフォードシャー民兵隊第2連隊の副隊長（中佐）に任命された。
1854年2月、自由党の候補としてサウス・スタッフォードシャー選挙区の補欠選挙に出馬して、4,328票を得て庶民院議員に当選した。1857年イギリス総選挙では再選を目指さず、議員を退任した。
1869年2月6日に父が死去すると、アングルシー侯爵位を継承した。
1880年1月30日にロンドンのヴィクトリア・ストリートにあるアルバート・マンションズ（Albert Mansions）で死去、異母弟ヘンリーが爵位を継承した。

## 家族
1845年6月7日、ソフィア・エヴァーズフィールド（Sophia Eversfield、1901年12月7日没、ジェームズ・エヴァーズフィールドの娘）と結婚したが、2人の間に子供はいなかった。